# A33 Hesperides (schip, 1991)

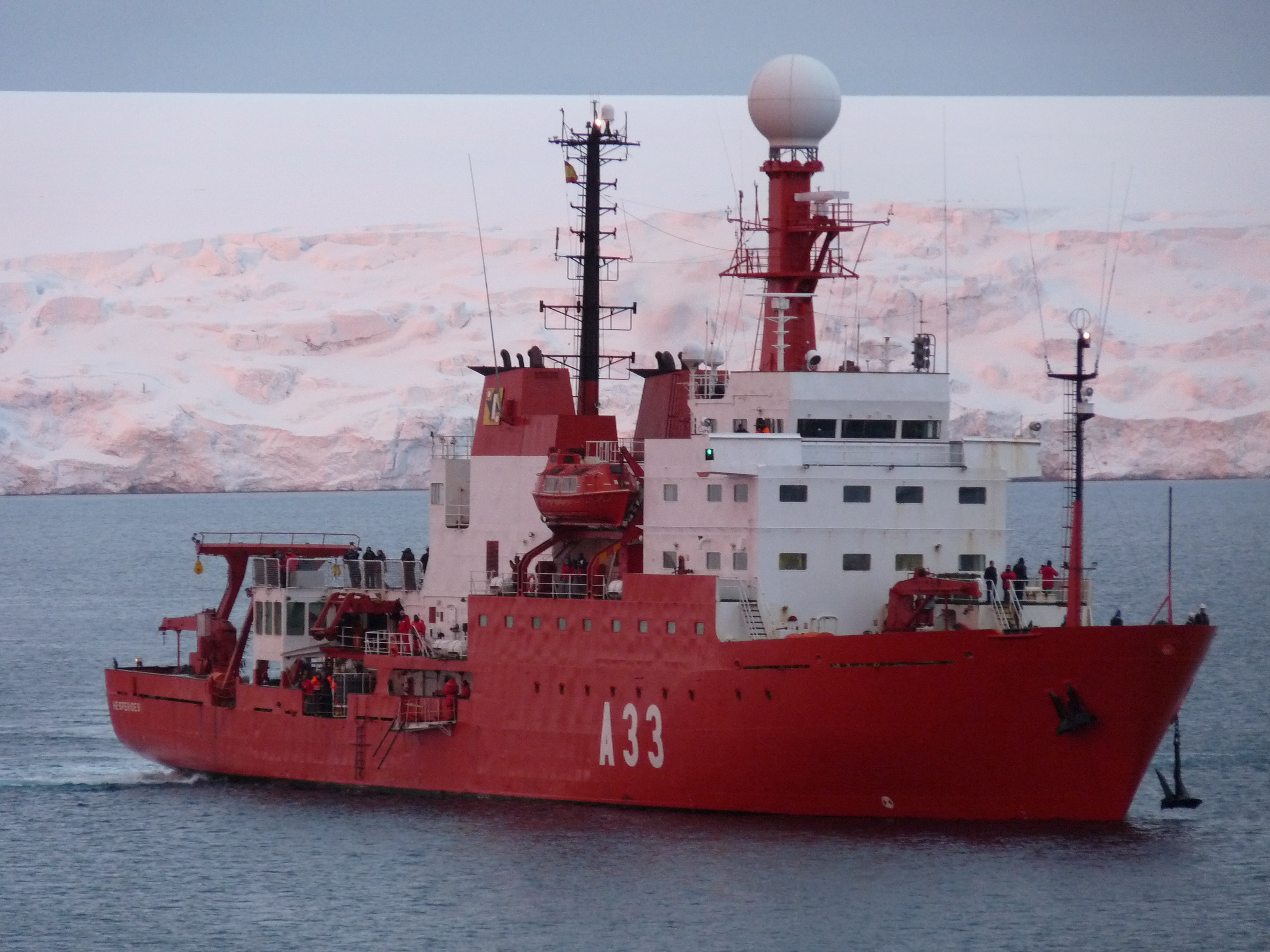
De A33 Hesperides

De A33 Hesperides is een Spaans oceanografisch onderzoeksschip van de Spaanse marine.
Het schip is gebouwd door Navantia en dient voornamelijk om de onderzoeksstations op Antarctica te kunnen bereiken. Het schip heeft een romp gemaakt van hogesterktestaal. Het is in staat om door ijslagen van een halve meter dikte te breken.
Het schip is voorzien van elf laboratoria, verspreid over 345 m², en heeft een helikopterhangar.